# Katolická akce
Katolická akce je označení pro účast laiků na církevní činnosti, respektive pro různé skupiny integrující činnost laiků pod vedením kněží a řeholníků, jejichž účelem je jednak prosazovat katolická stanoviska ve společnosti, jednak rozvíjet vnitrocírkevní aktivity a zapojovat do nich laiky. Jednotlivé Katolické akce jakožto organizované skupiny vznikaly obvykle v rámci států nebo podobných celků počátkem 20. století. Většina z nich už zanikla pod diktátorskými režimy nebo se přeorganizovala a zreformovala v modernější a laičtější spolky s podobnými cíli. Asi největší a nejaktivnější dosud existující katolickou akcí je italská Azione Cattolica.
V Československu je nutno rozlišit původní Katolickou akci, jejíž činnost byla násilně ukončena státními orgány v červnu 1949, od státem řízené Katolické akce založené dne 10. června 1949 z popudu představitelů KSČ za pomoci tzv. vlasteneckých kněží, která ovšem nikdy pořádně nefungovala a po necelém roce byla potichu rozpuštěna.